# Bijvoetita-(Y)
La bijvoetita-(Y) és un mineral de la classe dels carbonats. Va rebre el seu nom l'any 1982 per Michel Deliens i Paul Piret en honor de Johannes Martin Bijvoet (1892–1980), cristal·lògraf holandès.

## Característiques
La bijvoetita-(Y) és un carbonat de fórmula química Y₈(UO₂)₁₆O₈(CO₃)₁₆(OH)₈(H₂O)₂₅·14H₂O. Va ser aprovada com a espècie vàlida per l'Associació Mineralògica Internacional l'any 1981. És un dels quatre minerals de Y-UO₂, i una de les quatre sals naturals Y-U, juntament amb l'alwilkinsita-(Y), la sejkoraïta-(Y) i la kamotoïta-(Y). Cristal·litza en el sistema monoclínic. Els cristalls es troben en forma de plaques, aplanats en {001} i allargats al llarg de [110], mostrant {110}, {130}, {010}, {130} i {110}, de fins a 3 mil·límetres. La seva duresa a l'escala de Mohs és 2, sent considerat un mineral tou.
Segons la classificació de Nickel-Strunz, la bijvoetita-(Y) pertany a «05.EB - Uranil carbonats, amb proporció UO₂:CO₃ = 1:1» juntament amb els següents minerals: rutherfordina, blatonita i joliotita.

## Formació i jaciments
És una espècie molt rara, que es troba a la part inferior de la zona d'oxidació desenvolupada sobre roques dolomítiques que contenen uraninita. Sol trobar-se associada a altres minerals com: lepersonnita-(Gd), sklodowskita, curita, uranofana, becquerelita, rutherfordina, studtita, torbernita, soddyita, kasolita, schoepita i oursinita. Va ser descoberta a la mina Shinkolobwe, a Katanga (República Democràtica del Congo). També ha estat descrita a Honkilehto (Kuusamo, Finlàndia) i a la pegmatita de Bikita (Masvingo, Zimbabwe).